# Driekoningenoptocht

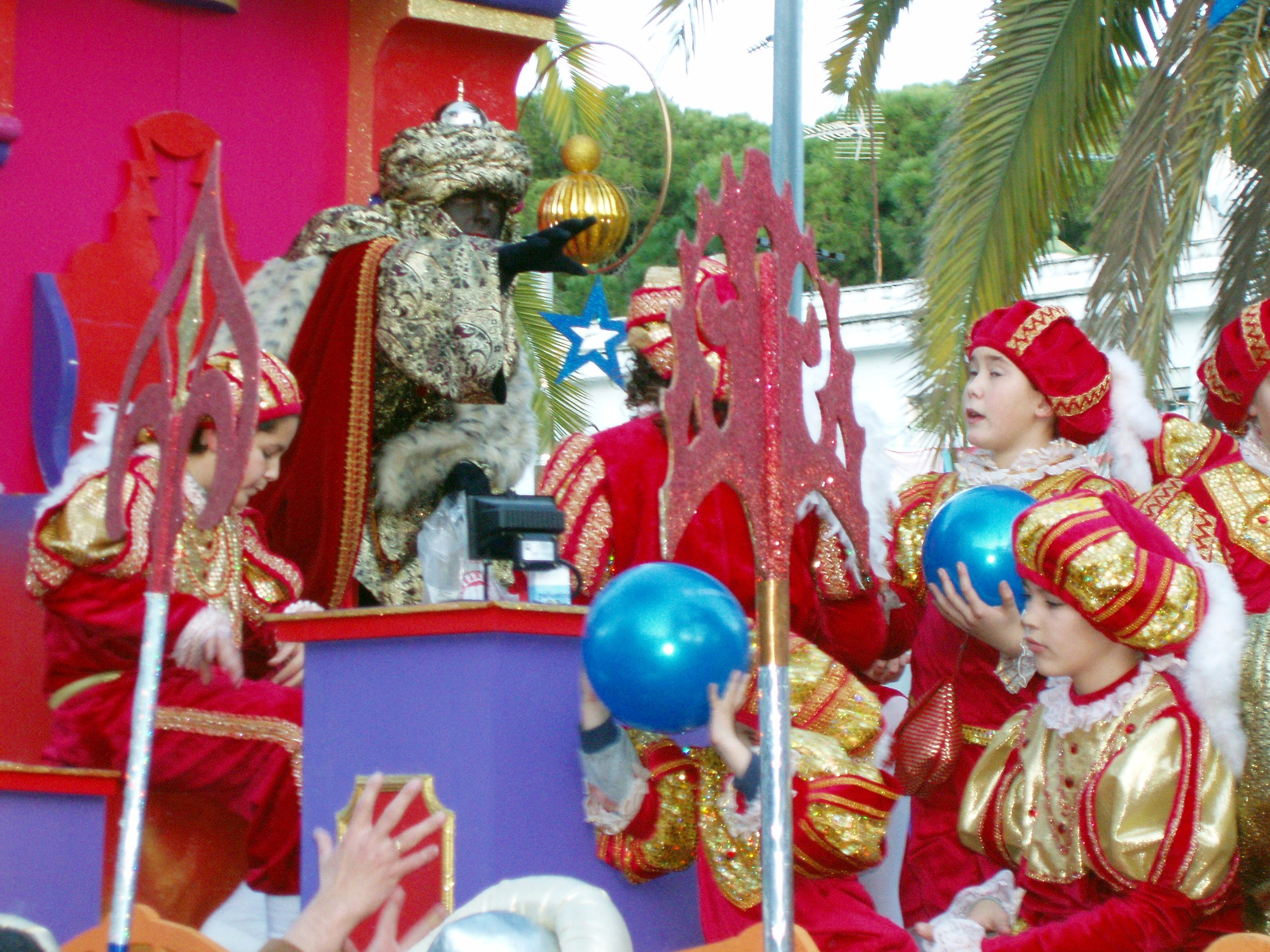
Balthasar in een Driekoningenoptocht in de Spaanse plaats El Puerto de Santa María

De Driekoningenoptocht is een optocht die elk jaar op 5 januari wordt gehouden in Spanje, Andorra, Tsjechië en Polen. De Driekoningenoptocht komt ook voor in delen van Mexico. Het feest wordt gevierd op de vooravond van Driekoningen, twaalf dagen na kerstmis.
De optocht in Alcoy wordt beschouwd als de oudste Driekoningenoptocht van Spanje, en wellicht de oudste ter wereld. Deze optocht wordt voor het eerst gedocumenteerd in 1866.
Sinds 1985 wordt in Spanje de Driekoningenoptocht rechtstreeks uitgezonden op televisie, elk jaar vanuit een andere stad. In sommige kuststeden komen de wijzen uit het oosten aan met een boot en het is ook mogelijk om brieven aan de wijzen via e-mail te versturen.

## Verloop
Kerstmis wordt voorafgegaan met Tirisiti, een marionettenspel. Op 4 januari kondigt een afgezant van de wijzen uit het oosten de komst van Melchior, Balthasar en Caspar aan. Kinderen schrijven brieven en brengen deze naar ezels, die dozen dragen. 's Nachts lezen de koningen alle brieven en brengen de kinderen de volgende dag hun cadeau.
Op 5 januari komen de wijzen op kamelen door de straten, vergezeld door hun pages. De pages gooien met strooigoed en brengen geschenken naar de kinderen in huizen langs de route, ze gebruiken trappen om de huizen te betreden.

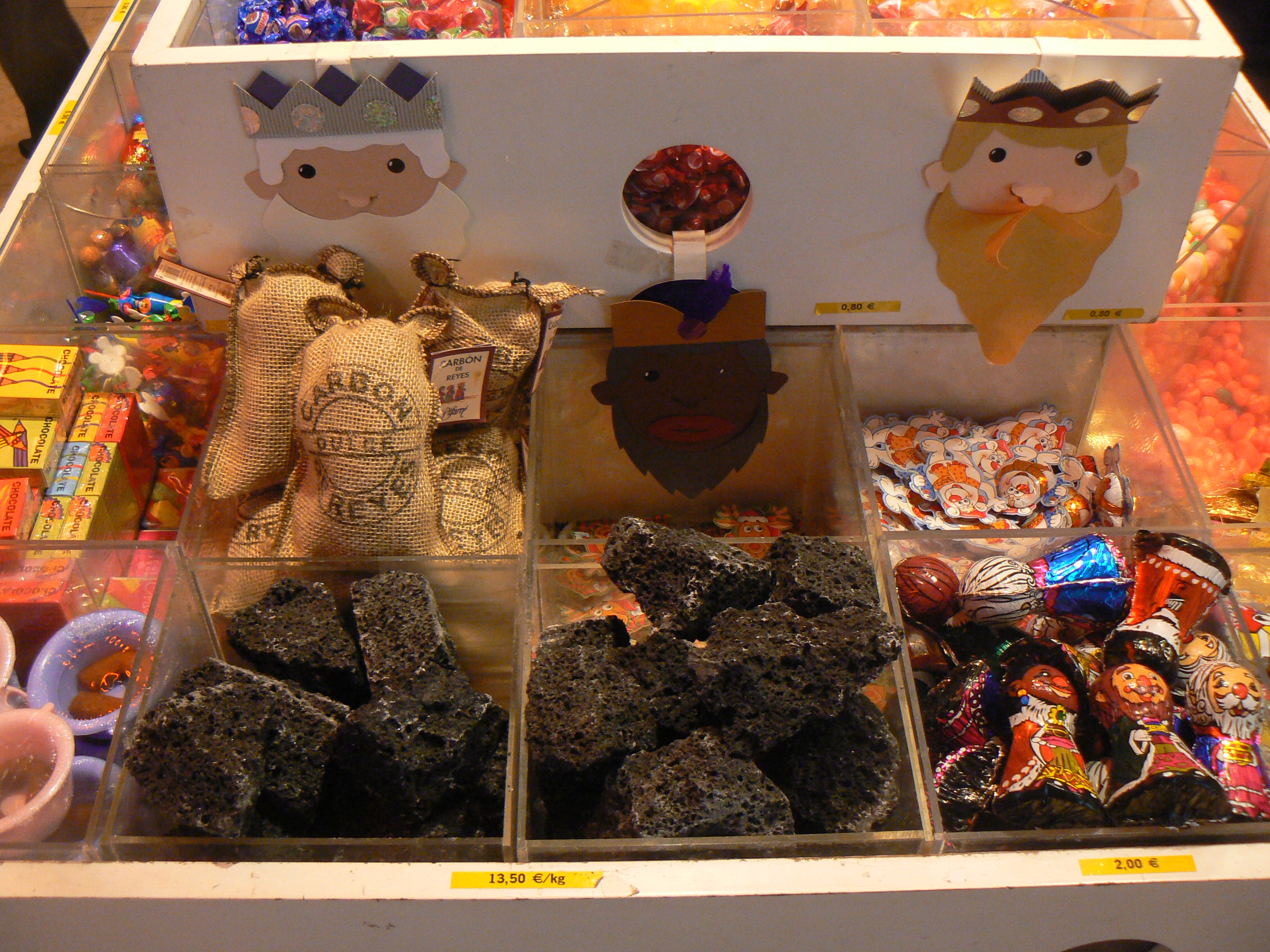
Carbó de sucre ('steenkool van suiker') en ander snoepgoed en de drie wijzen

Op het plein in het centrum van de stad bieden de wijzen hun geschenken (goud, wierook en mirre) aan bij de kerststal (den) ter ere van de geboorte van Jezus. Na de viering moeten kinderen zonder grappen, spelletjes en getreuzel naar huis. De kinderen moeten 's avonds hun schoenen schoonmaken en gaan vroeg naar bed. De volgende ochtend vinden ze dan een cadeau in hun schoenen. Volgens de traditie ontvangen kinderen die zich niet goed hebben gedragen kolen in plaats van iets lekkers. Tegenwoordig wordt dan vaak suikerwerk of schuim in de vorm van kolen gegeven.

## Afbeeldingen

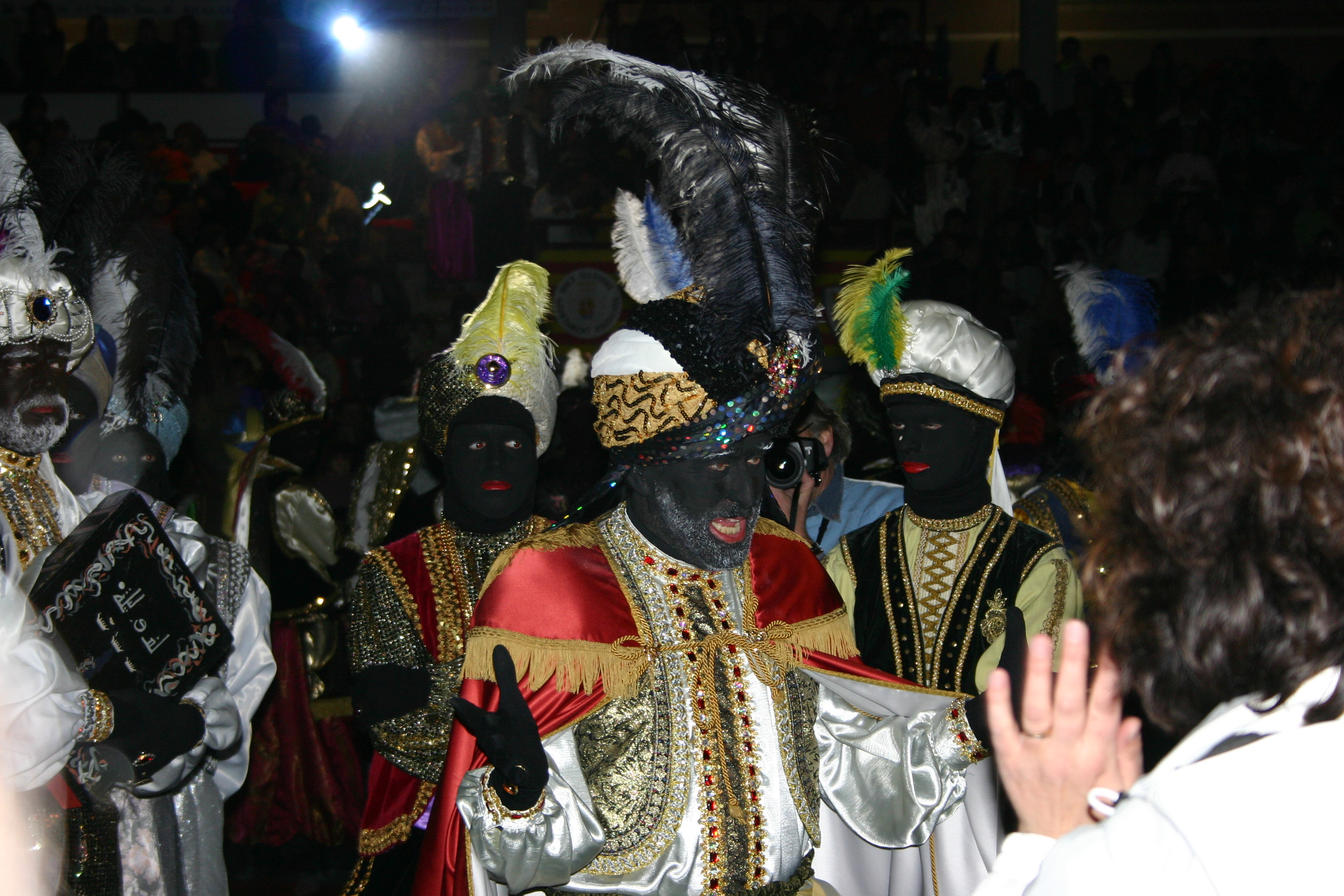
De afgezant van de Wijzen uit het oosten kondigt de Driekoningenoptocht in Barcelona aan
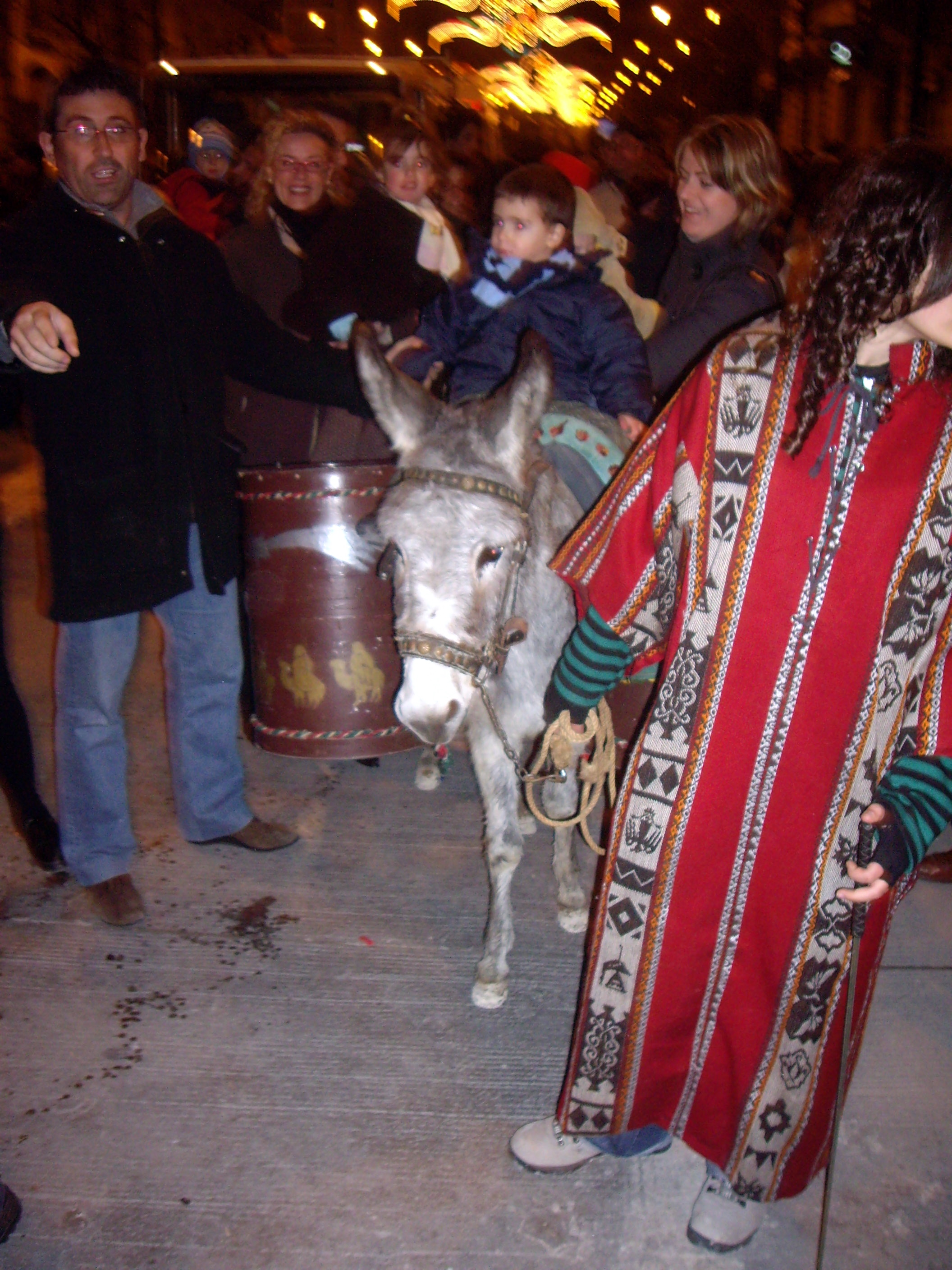
Ezels met dozen voor de brieven van de kinderen
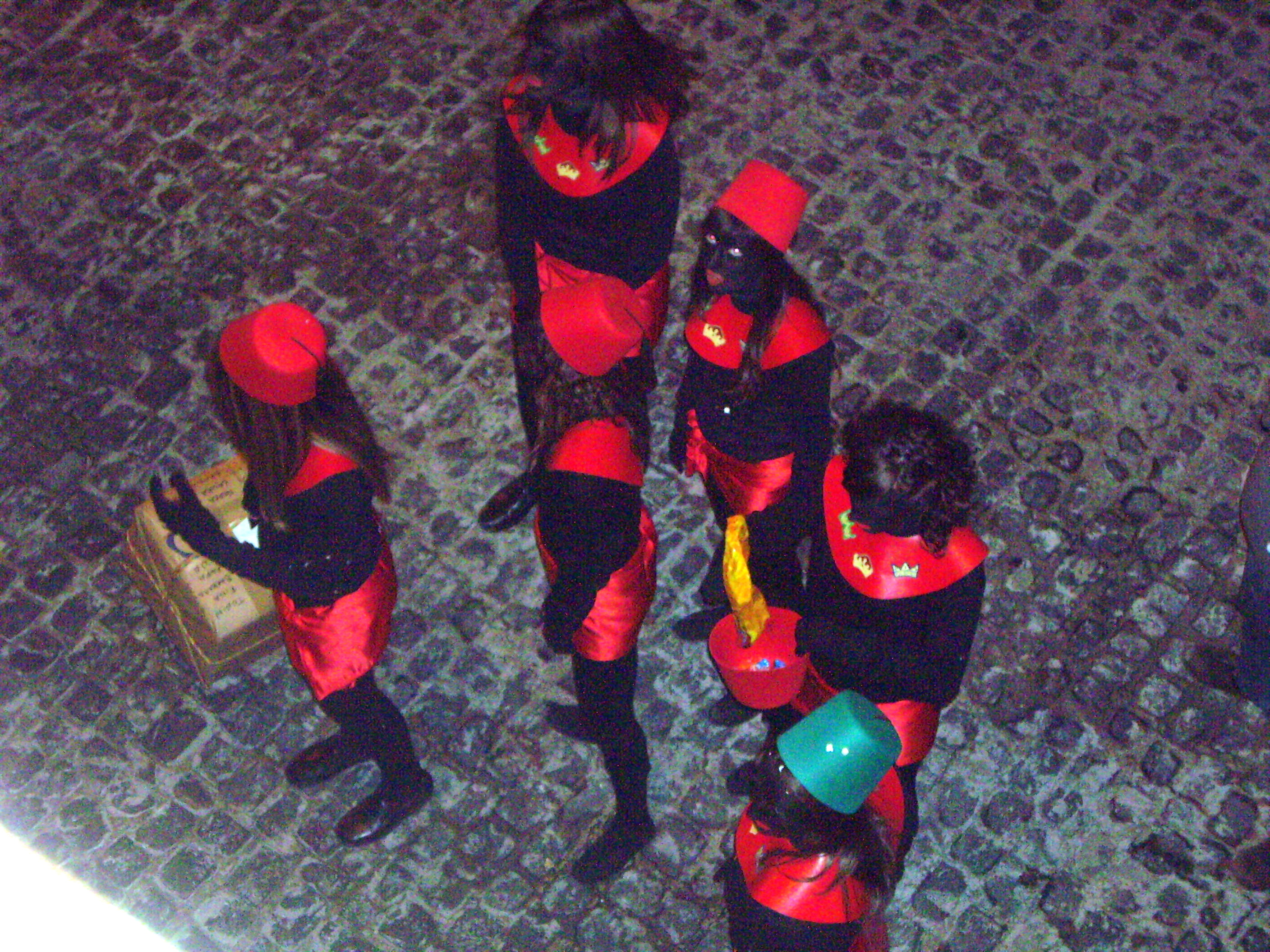
Pages van de Wijzen
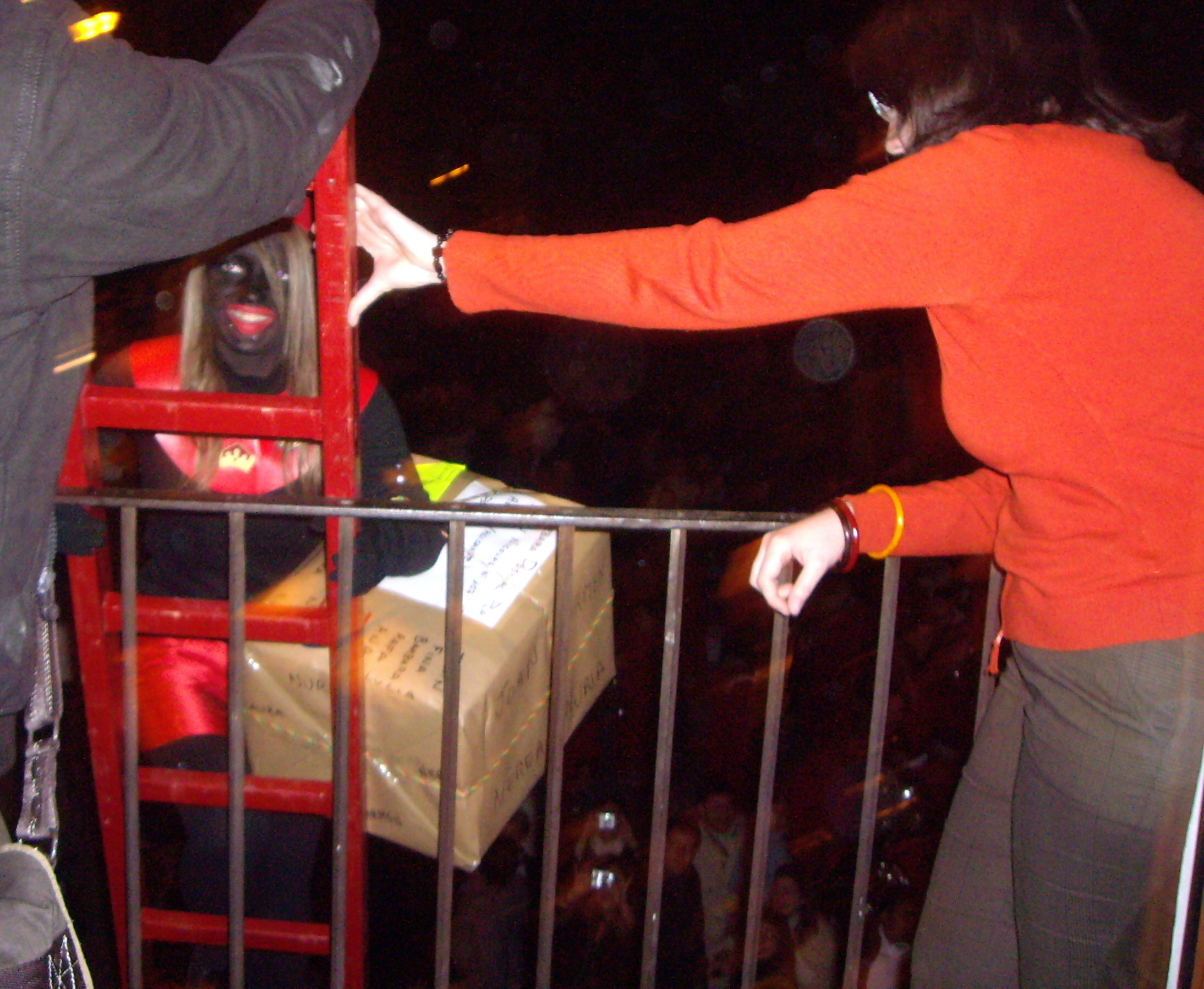
De pages bezorgen de cadeautjes via een ladder naar de huizen
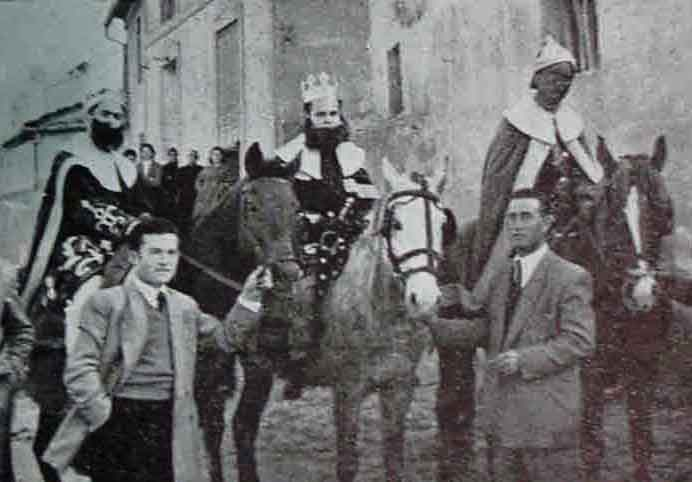
Afbeelding uit 1956
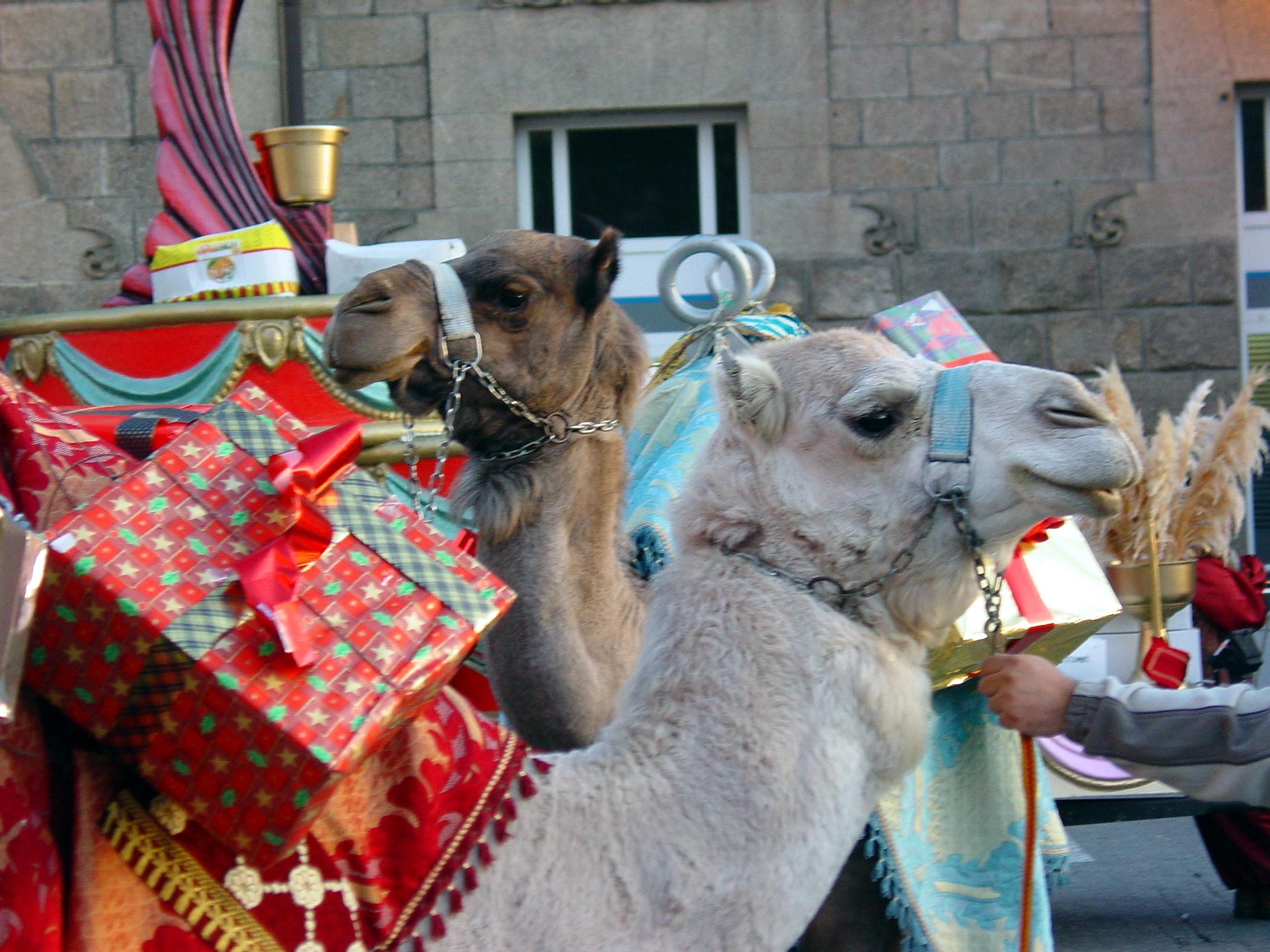
Kamelen met cadeautjes
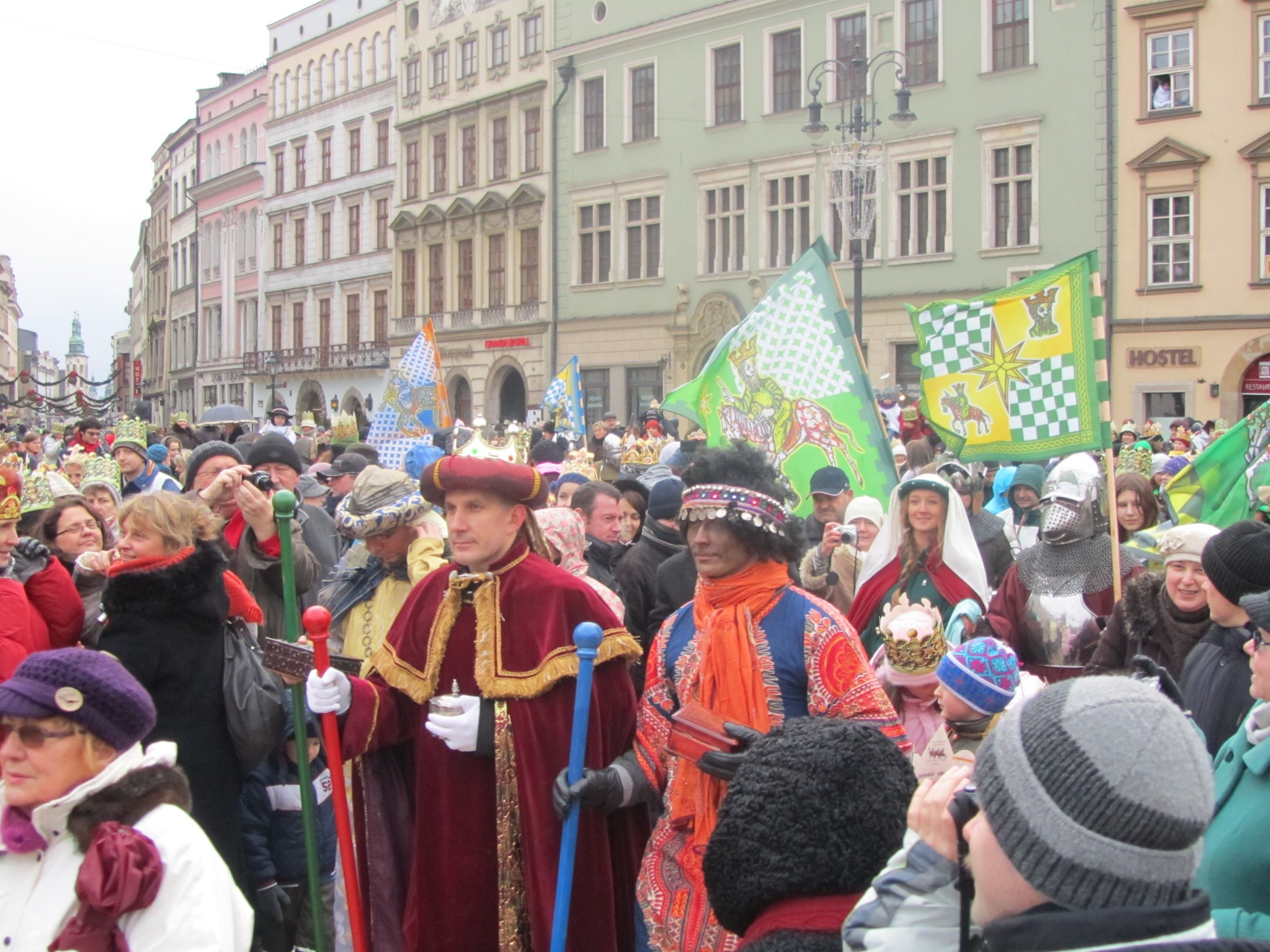
De Driekoningenoptocht in Krakau
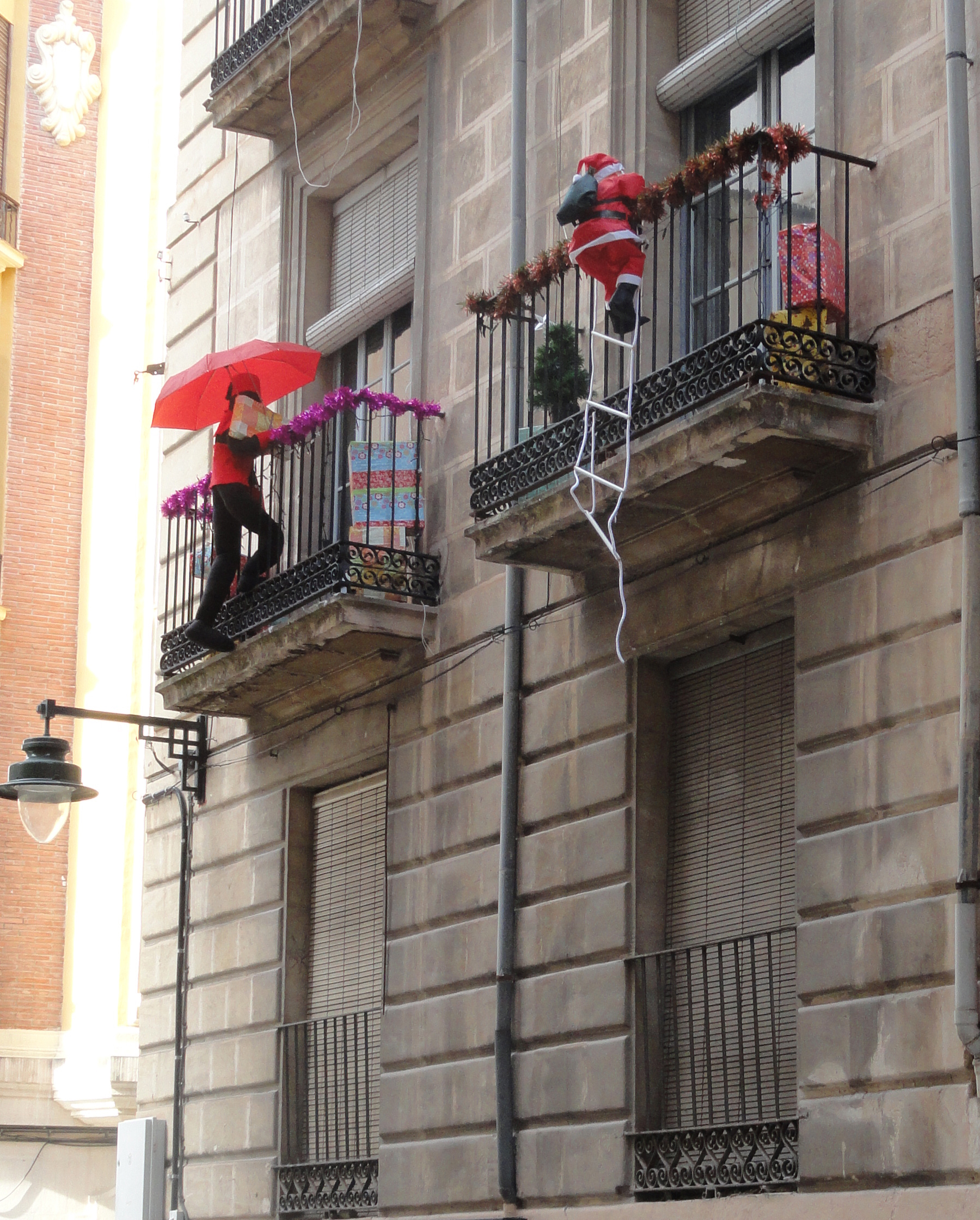
De zwarte page en de kerstman brengen cadeautjes via het balkon
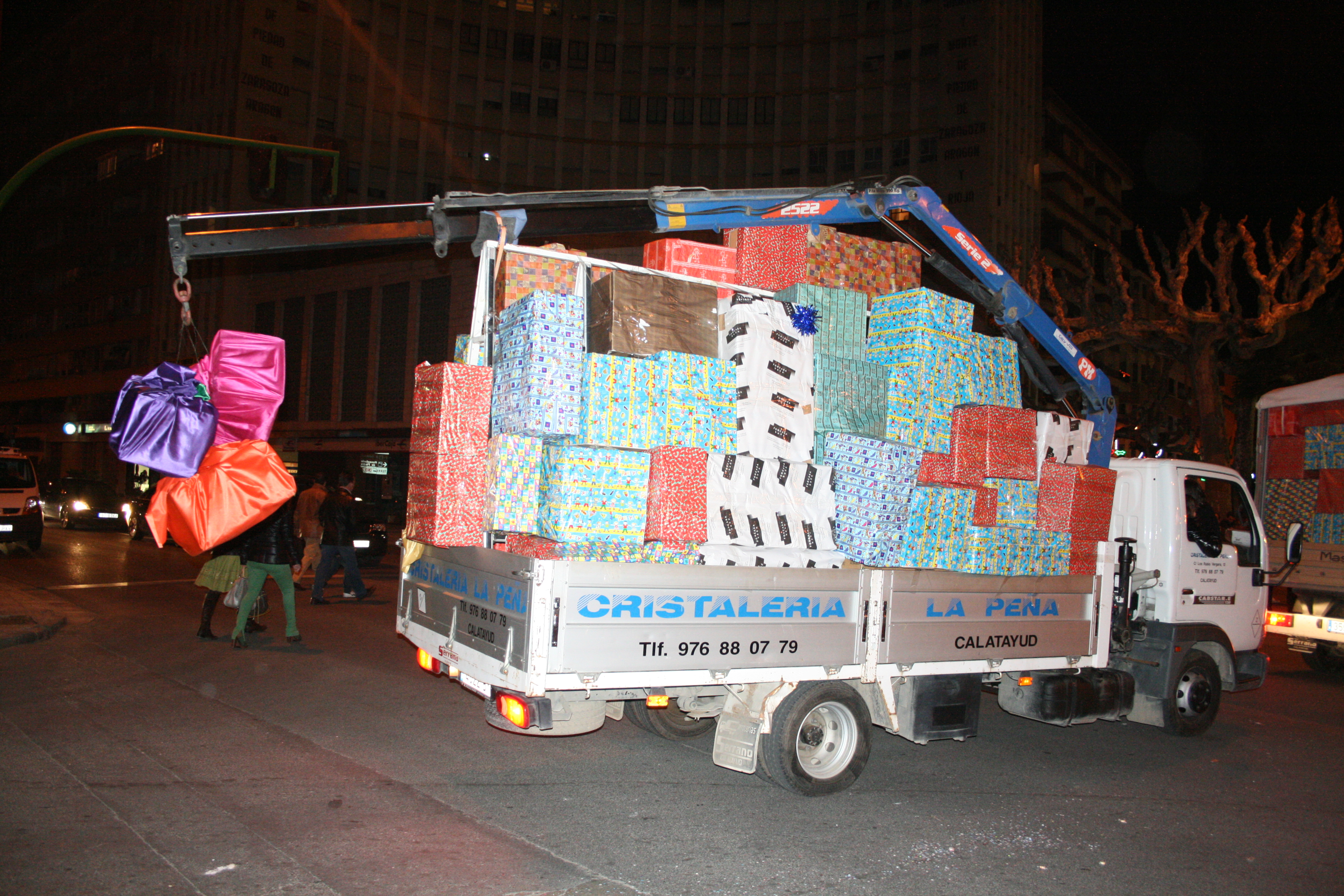
Tegenwoordig worden de cadeautjes niet alleen per ezel vervoerd

## Wetenswaardigheden

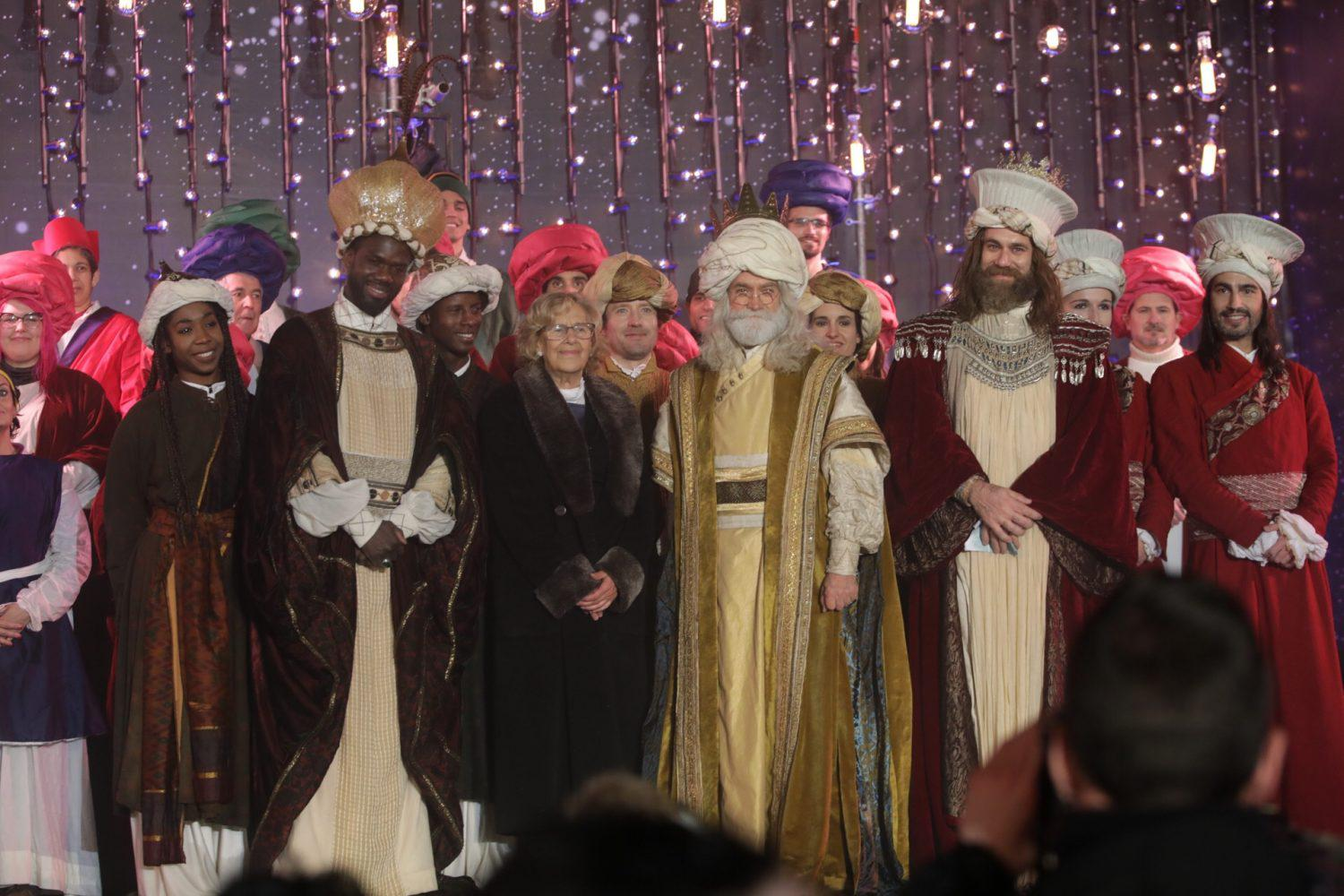
De drie koningen in Madrid; daar wordt Balthasar niet langer zwart geschminkt, maar gespeeld door een Afrikaan

- De Driekoningenoptocht heeft overeenkomsten met de intocht van Sinterklaas, zie ook Sint-Maarten (feest).
- Geïnspireerd door het zwartepietendebat in Nederland is ook in Spanje een discussie ontstaan over zwart geschminkte gezichten van de pajes tijdens de Driekoningenoptocht in Alcoy[1] en het zwart schminken van Balthasar in Madrid.[2][3]
- Kool speelt ook een rol bij Olentzero.
- Bij de Sterrenzangers gaat het soms ook om een Driekoningenstoet.